# Яровий Микита Олександрович
Мики́та Олекса́ндрович Яровой (2 лютого 1995, смт Меліоративне, Новомосковський район, Дніпропетровська область, Україна — 18 грудня 2016, поблизу села Калинівка, Бахмутський район, Донецька область, Україна) — лейтенант Збройних сил України, учасник війни на сході України, командир механізованої роти (54-та окрема механізована бригада), позивний «Шайтан». Герой України (посмертно).

## Життєпис
Народився в сім'ї українця та кореянки. Мати — хореограф, Микита також мав творчі таланти — співав, грав на гітарі, брав участь у шкільних танцях. Закінчив Новомосковський колегіум № 11. Коли навчався у 9 класі, вирішив стати військовим. З 2010 по 2012 навчався у Запорізькому обласному ліцеї-інтернаті з посиленою військово-фізичною підготовкою «Захисник», 14-й взвод. Вступив до Національної академії сухопутних військ ім. гетьмана Петра Сагайдачного у Львові, яку закінчив в лютому 2016 за прискореним курсом.

Микита Яровий під час навчання в Академії. 2015 рік

У квітні 2016-го вирушив на фронт, де був призначений командиром 3-ї механізованої роти 1-го механізованого батальйону 54-ї окремої механізованої бригади. Наймолодший командир роти 54 ОМБр Микита Яровой ніс службу на одній з найнебезпечніших ділянок фронту, «Світлодарській дузі», в районі між смт Луганське та окупованим містом Дебальцеве. Командував взводно-опорним пунктом (ВОП) на передовій лінії оборони.
18 грудня 2016 року близько 6-ї години ранку противником було нанесено вогневе враження по позиціях взводних опорних пунктів 1-го механізованого батальйону 54 ОМБр. Близько 9:00 противник здійснив спробу прориву з боку лісу у фланг 2-ї механізованої роти. Було прийнято рішення про здійснення контратаки, для виконання бойового завдання відібрано групу добровольців. Завданням групи було заволодіти позиціями переднього краю противника з метою відсіку можливості відходу ворожої групи та недопущення виходу резервів противника на допомогу своїм підрозділам. Близько 10:15 маневрена група 3-ї механізованої роти, у складі до механізованого взводу, на чолі якої був командир роти Микита Яровой, здійснила вихід через позиції 1-ї механізованої роти, прикриваючись лісосмугою, та увійшла у фланг противнику. За годину група вийшла на визначений рубіж, де намагалася закріпитися і утримувати зайняті позиції, але була обстріляна незаконними збройними формуваннями з трьох сторін зі стрілецької зброї та артилерії. Під час щільного обстрілу лейтенанта Ярового було смертельно поранено кулею ворожого снайпера. Разом з Микитою загинули солдати Андрій Байбуз, Дмитро Клименко, Василь Панасенко, Роман Радівілов, Андрій Широков, молодші сержанти Володимир Андрешків, Сергій Степаненко.
Завдяки проявленим мужності та героїзму командира Микити Ярового групою, яку він очолював, було виконане поставлене завдання щодо знищення ворожої ДРГ та недопущення виходу резервів незаконних збройних формувань.
Група «Шайтана» з пораненими вийшла через ліс до позицій, які на той час вже зайняли українські підрозділи. Через обстріли бойові товариші не змогли витягти тіло загиблого командира і солдата Андрія Байбуза («Ефу»), їх забрали бойовики. Вже по обіді 19 грудня почалися переговори про обмін. Обмін тілами загиблих відбувся у місті Щастя 25 грудня, в присутності СММ ОБСЄ.
По смерті залишилися мати, Людмила Володимирівна, молодший брат, вагітна наречена. Микита не встиг одружитись, вінчання було призначене на 20 січня 2017 року у львівському Гарнізонному храмі святих апостолів Петра і Павла. Вже після смерті Героя 30 травня 2017 народився син.

## Нагороди
- Звання Герой України з удостоєнням ордена «Золота Зірка» (30 грудня 2016, посмертно) — за виняткову мужність і героїзм, виявлені у захисті державного суверенітету та територіальної цілісності України, вірність військовій присязі[3].

## Вшанування пам'яті
- 2 лютого 2018 в Новомосковську на фасаді колегіуму № 11 встановлено меморіальну дошку на честь Героя України лейтенанта Микити Ярового[4].
- Вшановується в меморіальному комплексі «Зала пам'яті», в щоденному ранковому церемоніалі 18 грудня[5][6].